# Kon Live Distribution
Kon Live Distribution er et pladeselskab, der er grundlagt af R&B-sangeren Akon.

## Kunstnere
- Brick & Lace
- Colby O'Donis
- Jeffree Star
- Kat DeLuna
- Lady Gaga
- Natalia Kills
- Sway
- Tami Chynn
- Ya Boy